# Salah Dschadid

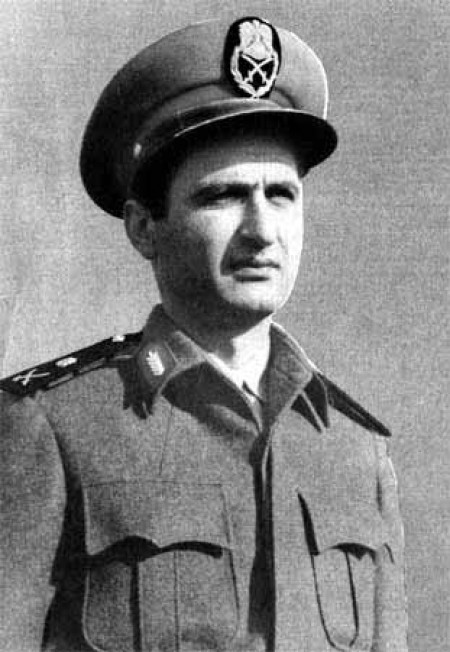
General Salah Dschadid

Salah Dschadid (arabisch صلاح جديد, DMG Ṣalāḥ Ǧadīd; * 1926?; † 19. August 1993) war ein syrischer General und Politiker. Als Generalstabschef der Armee und stellvertretender Generalsekretär der regierenden Baath-Partei war er von 1966 bis zu seiner Absetzung 1970 de facto Syriens Militärmachthaber.

## Politik
Dschadid stammte aus einer alawitischen Familie nahe der Küstenstadt Dschabla. Er absolvierte an der Militärakademie in Homs eine Ausbildung zum Offizier und kam 1946 zum syrischen Heer. Während der 40er-Jahre war er kurzzeitig Mitglied der SSNP, bei der sein Bruder Ghassan Dschadid eine führende Rolle spielte. Salah Dschadid wandte sich schließlich der Baath-Partei um Michel Aflaq und Salah ad-Din al-Bitar an. Während der Fünfzigerjahre unterstützte Dschadid die Bewegung zur Vereinigung Ägyptens und Syriens in der Vereinigten Arabischen Republik. Während der Existenz des Unionsstaates war er von 1958 bis 1961 in Kairo stationiert. Nach dem Ende der VAR hatte er eine Führungsrolle während der Revolution des 8. März inne. Er wurde nach der Machtübernahme der Baathisten zum Generalstabschef der syrischen Streitkräfte ernannt und nahm damit eine zentrale Machtposition im Staat ein.
Dschadid verfolgte eine Politik des sozialistischen Umbaus der syrischen Gesellschaft und eine Annäherung an die Ostblockstaaten. Dschadid forderte eine Politik der Nichtkooperation mit nichtsozialistischen arabischen Staaten. Dschadid stand dabei in Konkurrenz zu Hafiz al-Assad der als Luftwaffenchef und Verteidigungsminister eine panarabische Politik verfolgte. Dschadids Prestige sank nach der Niederlage im Sechstagekrieges 1967, als Israel die Golanhöhen eroberte.
An der Niederlage gaben sich später Dschadid, der damalige Verteidigungsminister Hafiz al-Assad und Staatspräsident al-Atassi gegenseitig die Schuld. Dschadid beklagte, Assad habe trotz seines Drängens und Flehens an der Front dringend benötigte Elitetruppen in Damaskus zurückgehalten. Assad erklärte, diesen Befehl direkt von Atassi bekommen zu haben, der einem baath-internen Putsch mithilfe der in Syrien befindlichen irakischen Verbündeten befürchtet hatte. Atassi hingegen beklagte, dass beide Generäle dem zivilen Staatsoberhaupt nicht gehorcht hätten.
1970 stand Dschadid hinter der Entsendung eines gepanzerten Kampfverbandes auf Seiten der PLO im Jordanischen Bürgerkrieg. Nach anfänglichen Erfolgen erlitten die Interventionseinheiten, welche unter palästinensischen Feldzeichen kämpften, starke Verluste durch die Jordanische Luftwaffe und wurde daraufhin zurückgenommen. Dschadids Konkurrent Assad hielt die von ihm kontrollierte syrische Luftwaffe zurück und konnte so seinem Rivalen eine politische Niederlage beibringen.
Diese Aktion wurde durch die unter Verteidigungsminister Assad stehende pragmatischere Gruppierung innerhalb der Ba'ath-Partei nicht unterstützt. Dies führte dazu, dass al-Assad einen innerparteilichen Coup gegen Dschadid und Atassi führte, die sogenannte „Korrekturbewegung“. Dschadid wurde abgesetzt und verhaftet. Seine Anhänger spalteten sich unter Makhous' Führung als „Arabische Sozialistische Demokratische Baath-Partei“ ab und schlossen sich der oppositionellen Demokratiebewegung von 1980 an.
Dschadid war bis zu seinem Tod am 19. August 1993 in einem Gefängnis in Damaskus inhaftiert.